# کوین دبلیو. شرر
کوین دبلیو. شرر (به انگلیسی: Kevin W. Sharer) (زاده ۱۹۴۸) کارآفرین، بازرگان و مدیر ارشد اجرایی آمریکایی است، که در حال حاضر به‌عنوان عضو هیئت مدیره شرکت‌های شورون و امژن فعالیت می‌کند.